# Záborské
Záborské (1927–1948 slowakisch „Haršag“ – bis 1927 „Haršak“; ungarisch Harság) ist eine Gemeinde im Osten der Slowakei mit 1219 Einwohnern (Stand 31. Dezember 2024) im Okres Prešov, einem Teil des Prešovský kraj, und wird zur traditionellen Landschaft Šariš gezählt.

## Geographie

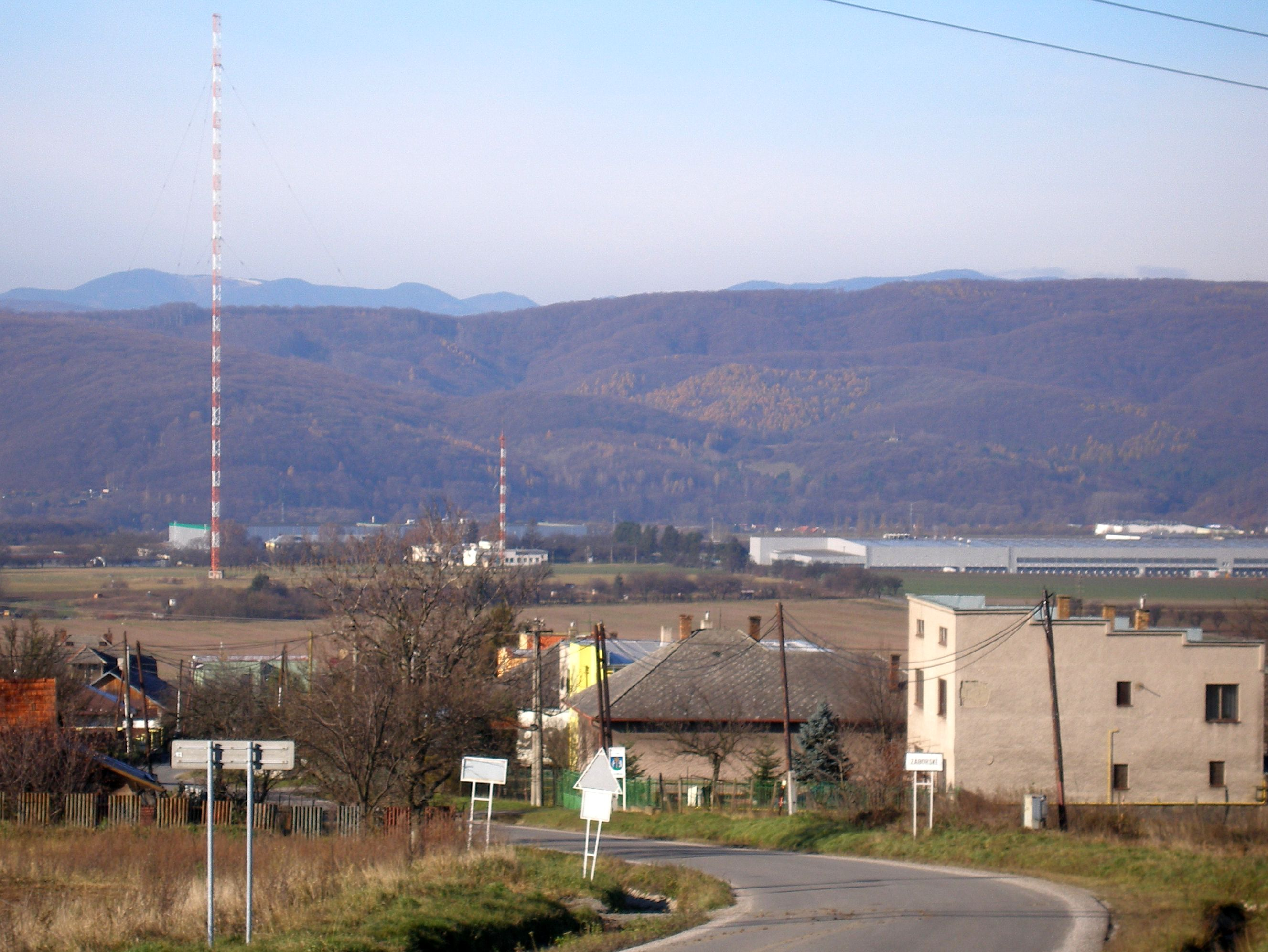
Ortseingang vom Osten, mit dem Sender Petrovany und dem Bergland Šarišská vrchovina im Hintergrund

Die Gemeinde befindet sich im Talkessel Košická kotlina im Tal der Torysa, am Bach Záborský. Das Ortszentrum liegt auf einer Höhe von 320 m n.m. und ist acht Kilometer von Prešov entfernt.
Nachbargemeinden sind Dulova Ves im Norden und Osten, Žehňa im Südosten, Petrovany im Süden und Prešov (Stadtteil Solivar) im Westen und Nordwesten.

## Geschichte

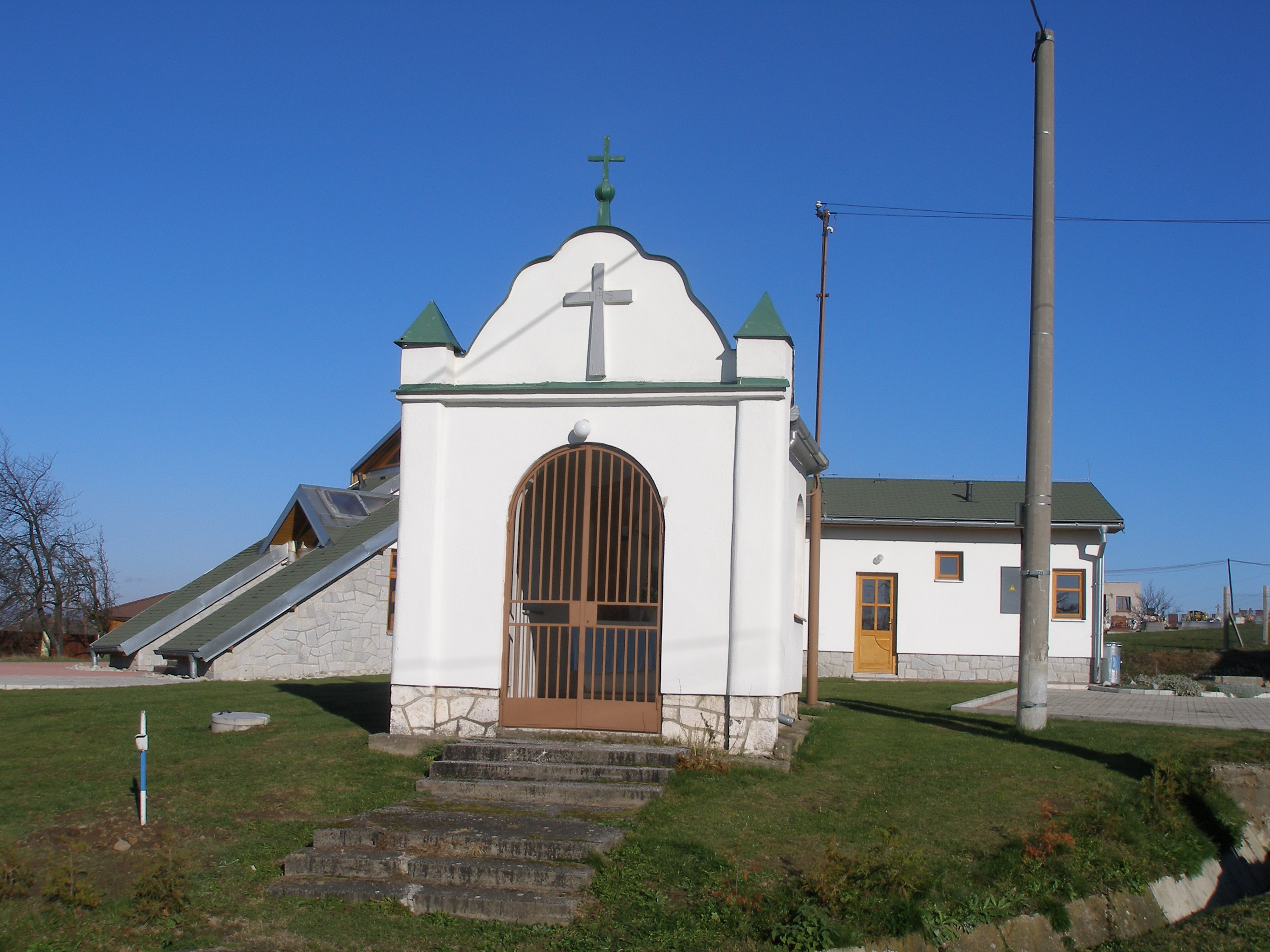
Kirche

Záborské wurde zum ersten Mal 1304 als Hasag schriftlich erwähnt, damals als Gut des Landjunkers Petej, Sohn von Sinko. 1424 wurde die Familie Farkas Besitzer der Ortsgüter und behielt sie bis 1787. 1427 wurden in einem Steuerverzeichnis 12 Porta verzeichnet. 1787 hatte die Ortschaft 53 Häuser und 414 Einwohner, 1828 zählte man 63 Häuser und 487 Einwohner, die als Landwirte beschäftigt waren. Die letzten Besitzer stammten aus dem Geschlecht Zaturecký.
Bis 1918/1919 gehörte der im Komitat Sáros liegende Ort zum Königreich Ungarn und danach zur Tschechoslowakei beziehungsweise heute Slowakei.
Der ursprüngliche Ortsname Haršag ist ungarischen Ursprungs und bedeutet auf Deutsch Lindenast.

## Bevölkerung
| Jahr                | 1994 | 2004     | 2014     | 2024     |
| ------------------- | ---- | -------- | -------- | -------- |
| Anzahl der Personen | 404  | 509      | 711      | 1219     |
| Unterschied         |      | +25,99 % | +39,68 % | +71,44 % |

| Jahr                | 2023 | 2024    |
| ------------------- | ---- | ------- |
| Anzahl der Personen | 1204 | 1219    |
| Unterschied         |      | +1,24 % |

Nach der Volkszählung 2011 wohnten in Záborské 567 Einwohner, davon 552 Slowaken, vier Russinen und zwei Magyaren sowie jeweils ein Jude und Russe. Sieben Einwohner machten keine Angabe zur Ethnie.
476 Einwohner bekannten sich zur römisch-katholischen Kirche, 34 Einwohner zur griechisch-katholischen Kirche, 10 Einwohner zur Evangelischen Kirche A. B. sowie jeweils ein Einwohner zur Bahai-Religion, zur jüdischen Gemeinde und zur reformierten Kirche. 33 Einwohner waren konfessionslos und bei 11 Einwohnern wurde die Konfession nicht ermittelt.

## Bauwerke und Denkmäler

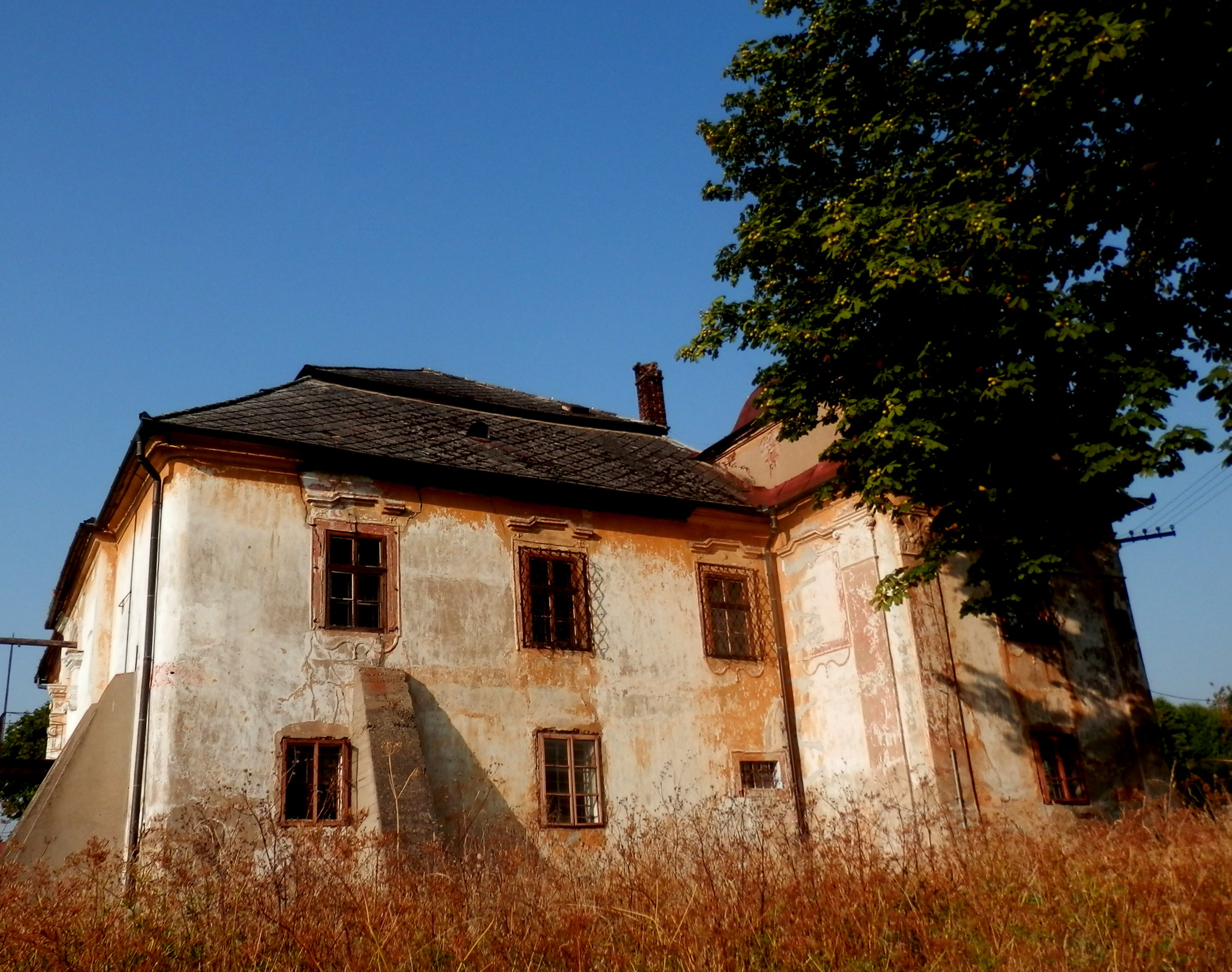
Barockes Landschloss

- römisch-katholische Kirche Mariä Himmelfahrt im klassizistischen Stil aus dem Jahr 1814
- Landschloss im Renaissance-Stil aus dem Jahr 1614, 1741 umgebaut